# Gochnatia cubensis
Gochnatia cubensis là một loài thực vật có hoa trong họ Cúc. Loài này được (Carabia) Jervis & Alain mô tả khoa học đầu tiên năm 1960.